# Schloss Schlenderhan
Schloss Schlenderhan ist ein Landsitz und Hofgut in Quadrath-Ichendorf, das zur Stadt Bergheim im Rhein-Erft-Kreis gehört. Bekannt ist das Schloss vor allem durch das dort beheimatete Gestüt Schlenderhan.

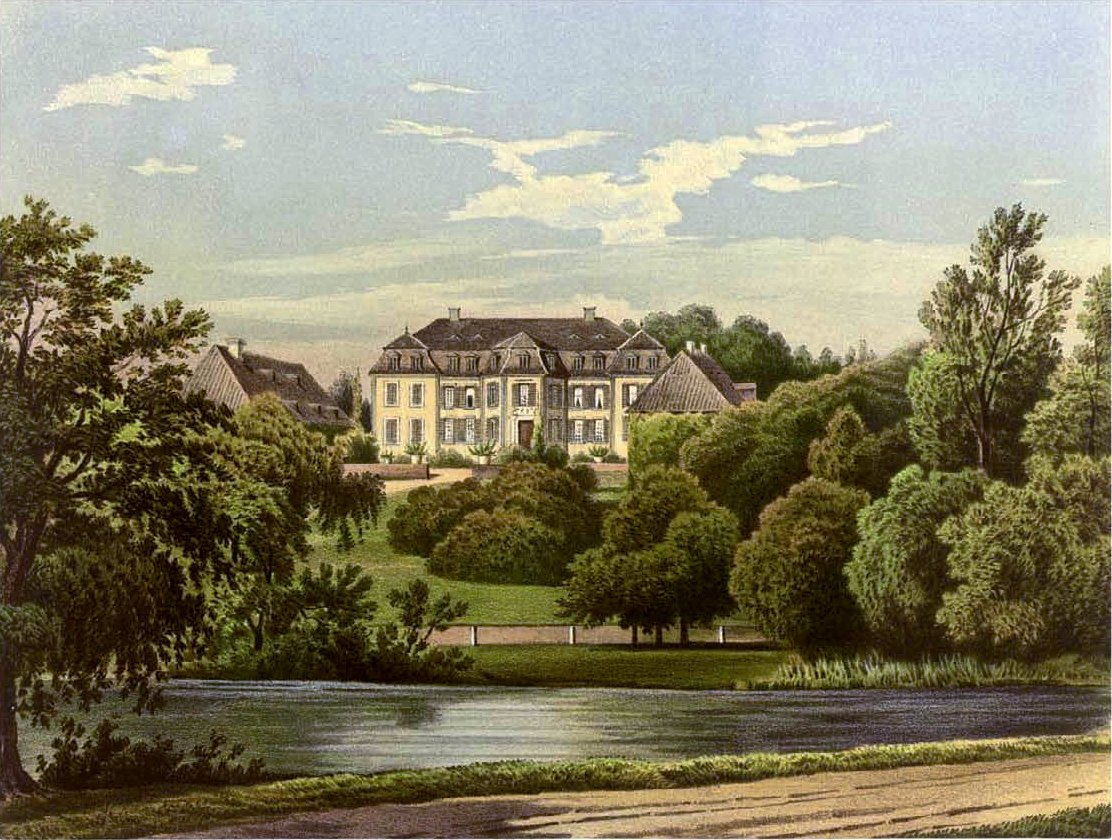
Schloss Schlenderhan um 1860, Sammlung Alexander Duncker

## Geschichte
Erstmals erwähnt wurde der Slenderhagen 1028, als Pfalzgraf Erenfried das Gut der neugegründeten Abtei Brauweiler schenkte. Die Schenkung wurde 1051 durch Erzbischof Pilgrim mit Nennung des Gutsnamens bestätigt. Bei der Aufteilung des Villewaldes 1258 gelangte das Gut an die Reichsabtei Kornelimünster, die es als Lehen vergab. 1271 taucht erstmals ein nach dem Gut benanntes Rittergeschlecht in Urkunden auf. 1527 gelangte der Besitz durch Heirat der Erbtochter Maria mit Winand an die Raitz von Frentz (das benachbarte Schloss Frens gelangte bereits 1347 an das Kölner Patrizier und Rittergeschlecht der Raitz). Im 17. Jahrhundert diente auf dem Hof der später berühmt gewordene Reitergeneral des Dreißigjährigen Krieges Jan von Werth, dessen Tochter den Gutsbesitzer später heiratete. So noch reicher geworden, wurde das Geschlecht 1650 in den Reichsfreiherrenstand erhoben. Nach dem Tod des langjährigen Landrats des Kreises Bergheim (Erft) Adolf Carl Hubert Freiherr Raitz von Frentz im Jahr 1867 erwarb der reiche Kölner Bankier Simon von Oppenheim das Gut von dessen Erben. Motivation für diesen Erwerb waren auch die Braunkohlevorkommen dort im Rheinischen Braunkohlerevier. Im selben Jahr wurde er geadelt. Sein Sohn  Eduard gründete dann das Gestüt, heute der älteste und bedeutendste private deutsche Rennstall. 1957 wurde zeitweilig der Abbruch des Schlosses wegen des geplanten Braunkohleabbaus erwogen.

## Bauwerk
Die ältere wasserumgebene Schlossanlage, etwa einen Kilometer vom heutigen Schloss entfernt gelegen, wurde 1780 aufgegeben und zum größten Teil abgerissen. Der letzte Turm rutschte in den 1940er Jahren in die damals unmittelbar anschließende heute wieder verfüllte Braunkohlengrube. Das Schloss ist auf einem Pilgerbild von 1767 aus dem Kloster Bethlehem klein abgebildet.

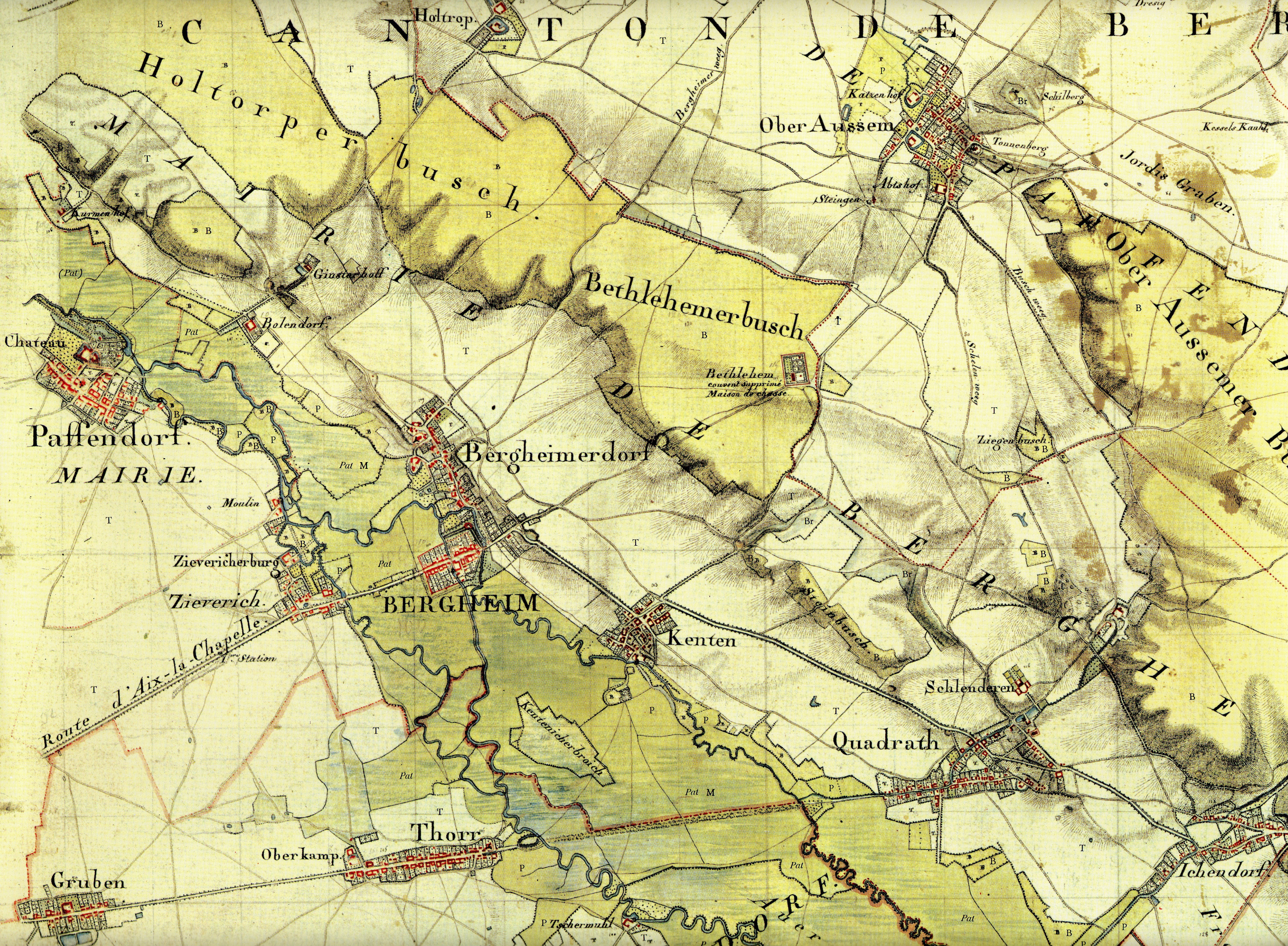
Schlenderhan etwa 1807 auf der Tranchotkarte, nordöstlich die Reste des älteren Baus

Das neue spätbarocke Schloss ist einer der letzten Landsitze, die der rheinische Adel vor der Franzosenzeit errichtete. Es bildet eine doppelte Hufeisenform und ist durch die Schlossteiche vom Dorf Quadrath-Ichendorf mit seiner Pfarrkirche und kleinem Friedhof getrennt. Der zentrale ältere Bau des zweistöckigen Maison de Plaisance mit abgewalmtem Mansarddach hat 11 mal vier Achsen und einen zur Parkseite vorgezogenen Mittelrisalit. Zur Hofseite bilden zwei später angebaute Flügel eine Art Ehrenhof. Gleiches wurde zum Park hin gestaltet mit einem um 1870 angelegten durch die vorgesetzten Flügel eingeschlossenen Gartenparterre, seit den Oppenheims die Schauseite des Schlosses. Der so entstandene Vorplatz wurde 1873 mit einem Schmiedeeisengitter und Tor abgeschlossen. Bemerkenswert im Inneren des Haupthauses sind das 1786 entstandene Treppengeländer und Türen mit Zopfstil-Rahmungen des späten 18. Jahrhunderts.
An das Gartenparterre schließt sich ein weiter Landschaftspark an. Jenseits des Schlossteiches steht repräsentativ für das Gestüt das klassizistische Hengsthaus. Koppeln, Pferdeställe, Scheunen und Bedienstetenwohnhäuser sind sonst über das weitläufige Gelände verteilt.